# Daniel Theorin
Bo Daniel Theorin, född 4 augusti 1983 i Stora Tuna församling i Stora Kopparbergs län, är en svensk före detta fotbollsspelare. Theorins moderklubb är IF Älgarna.
Theorin, som är uppvuxen i Härnösand, gick fotbollsgymnasium i Sundsvall och spelade med GIF Sundsvall som junior. Han slog sig aldrig in i a-laget utan etablerade sig som seniorspelare i IFK Timrå i division 2. När IF Friska Viljor nådde superettan 2004 rekryterades Theorin dit. Sejouren i näst högsta serien för Friska Viljor blev endast ettårig. Efter degradering gick Theorin till FC Lyn Oslo i norska Tippeligaen. 
Theorin debuterade i allsvenskan med Malmö FF 2007 då han anslöt från norska FC Lyn Oslo efter att ha provspelat i november året tidigare och kontraktet med Lyn gått ut. Det rådde en del kontroverser kring övergången från Lyn då en klausul gjorde det oklart om huruvida han var fri att lämna klubben eller om de hade rätt att förlänga kontraktet. Norska fotbollsförbundet kom fram till att klausulen inte var tillåten och därmed var saken klar.
Theorin stod i Malmö ofta på gränsen till A-laget och lånades periodvis ut till Landskrona BoIS i Superettan. 2008 anslöt Theorin till Gefle IF i Allsvenskan där han kom att etablera sig som en startspelare. Han var kvar i Gävle i fyra år.
2012 lockades Theorin till Hammarby IF i Superettan och var med om att spela upp laget i Allsvenskan efter flera år i näst högsta serien. Efter säsongen 2014 fick han dock inte förnyat kontrakt med Hammarby och lämnade klubben. I januari 2015 värvades Theorin av IK Frej, där han skrev på ett tvåårskontrakt. Under säsongen 2015 spelade Theorin 18 matcher från start i Superettan men under säsongen 2016 blev det inga matcher alls på grund av skador. Efter säsongen 2016 valde Theorin att avsluta sin fotbollskarriär.